# مازن محمدين
مازن محمدين النور محمد، (2 مايو 2000 - )، لاعب كرة قدم سوداني محترف، يلعب حالياً كمدافع في المريخ السوداني ومنتخب السودان لكرة القدم.

## المسيرة المهنية
بدأ مسيرته في نادي الشعبية في مدينة الخرطوم بحري. ثم لعب لأندية أمبدة وهلال الأبيض وتوتي.
دولياً لعب مباراته الأولى مع المنتخب السوداني في مباراة ودية ضد إثيوبيا في 30 ديسمبر 2021، والتي انتهت بالخسارة 2-3. كما تم استدعاؤه للمشاركة مع المنتخب في كأس الأمم الأفريقية 2021.

## وصلات خارجية
- (بالعربية)
- مازن محمدين على موقع National Football Teams (بالإنجليزية)